# Departamentul Dakoro, Niger
Departamentul Dakoro este un departament din  regiunea Maradi, Niger, cu o populație de 434.925 locuitori (2001).